# European Journal of Surgical Oncology
Das European Journal of Surgical Oncology, abgekürzt EJSO,  ist eine wissenschaftliche Fachzeitschrift, die vom Elsevier-Verlag veröffentlicht wird. Die Zeitschrift wurde 1975 unter dem Namen Clinical Oncology gegründet und änderte ihn 1985 in European Journal of Surgical Oncology. Sie ist ein offizielles Publikationsorgan der European Society of Surgical Oncology und der BASO – the Association for Cancer Surgery und erscheint mit zwölf Ausgaben im Jahr. Es werden Arbeiten veröffentlicht, die sich mit der chirurgischen Behandlung von Krebserkrankungen beschäftigen.
Der Impact Factor lag im Jahr 2015 bei 2,94. Nach der Statistik des ISI Web of Knowledge wird das Journal mit diesem Impact Factor in der Kategorie Onkologie an 103. Stelle von 213 Zeitschriften und in der Kategorie Chirurgie an 34. Stelle von 198 Zeitschriften geführt.